# Eldpallkoja

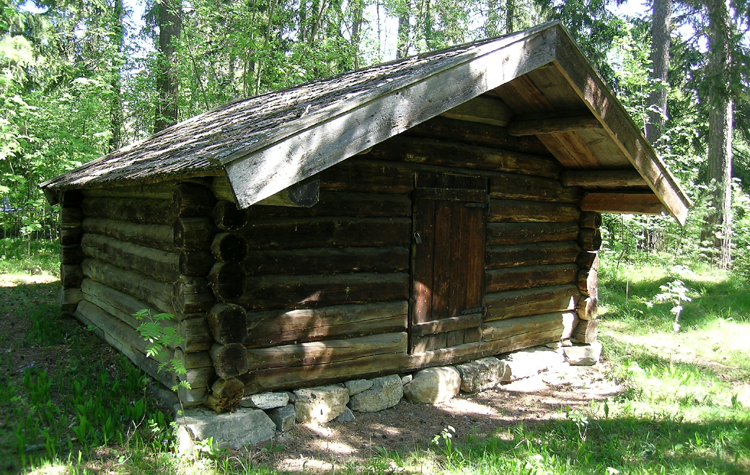
Koja från Stor-Elvdal, Norge, på Hedmarksmuseet, Hamar

Eldpallkoja är en vanligen knuttimrad byggnad, som främst använts för övernattning i samband med skogsarbete, flottning och liknande. De användes ännu under 1900-talet. Den har ingång på gaveln och en öppen eldstad i mitten, som placerats på en halvmeterhög "pall". Ovanför denna finns i taket en röklucka, som även fungerar som ljusinsläpp. Eldpallkojan saknar alltså såväl fönster som skorsten. Runt väggarna finns bänkar, på vilka man kan sova. Eldpallkojor har i sen tid inte sällan byggts upp för turist- och friluftsändamål, i de skogsbygder i Sverige och Norge, där de traditionellt har använts.  